# Achetaria erecta
Achetaria erecta är en grobladsväxtart som först beskrevs av Spreng., och fick sitt nu gällande namn av Richard von Wettstein. Achetaria erecta ingår i släktet Achetaria och familjen grobladsväxter. Inga underarter finns listade i Catalogue of Life.